# Ellen Langwith
Ellen Langwith, född okänt år, död 1481, var en engelsk affärsidkare.
Hon var första gången gift med knivsmeden Philip Waltham i London. Efter hans död noteras hon ha fortsatt hans verksamhet och behållit hans verkstad, och även tränat upp tre kvinnliga lärlingar. Hon fortsatte driva denna även efter sitt giftermål med skräddaren John Langwith. Hon var även verksam inom textilhandeln, och uppnådde stor framgång inom denna.  Hon beställde guldtråd och siden direkt från Venedig, och fick 1465 en beställning på sadeldekorationer och sidenbanér för kröningen av drottning Elizabeth Woodville, uppdrag som endast tillkom de främsta av Londons handlare och hantverkare. Hon noteras ha varit en inflytelserik figur inom såväl besticktillverknings- som skrädderibranshen. 